# Чемпіонат Хорватії і Славонії 1913—1914
Чемпіонат Хорватії і Славонії 1913—1914 — другий футбольний турнір в Хорватії, що був організований футбольною асоціацією. Участь у змаганнях брали 8 команд, що представляли Загреб.
Початок турніру був запланований на осінь 1913 року, але перші матчі відбулись лишень на початку 1914 року. Команди мали зіграти два кола. За перемогу нараховувалось два очка, за нічию одне, а за поразку — жодного. У зв'язку з початком Першої світової війни і загальною мобілізацією 31 серпня 1914 року чемпіонат було зупинено. Проміжним лідером змагань була команда «Конкордія», що встигла на той час зіграти найбільше матчів — 6. 

## Підсумкова турнірна таблиця
|    | Клуб                | М | В | Н | П | МЗ | МП | О  |
| -- | ------------------- | - | - | - | - | -- | -- | -- |
| 1. | Конкордія (Загреб)  | 6 | 5 | 0 | 1 | 33 | 9  | 10 |
| 2. | Тіпографський ХШК   | 4 | 2 | 2 | 0 | 13 | 5  | 6  |
| 3. | Вікторія (Загреб)   | 5 | 2 | 2 | 1 | 13 | 12 | 6  |
| 4. | Кроация (Загреб)    | 4 | 1 | 2 | 1 | 7  | 7  | 4  |
| 5. | Ілірія (Загреб)     | 3 | 0 | 0 | 3 | 4  | 9  | 0  |
| 6. | Атена (Загреб)      | 1 | 0 | 0 | 1 | 1  | 7  | 0  |
| 7. | ХШК Трговацькі      | 2 | 0 | 0 | 2 | 1  | 22 | 0  |
| н  | Граджянскі (Загреб) | 1 | 0 | 0 | 1 | 2  | 3  | 0  |